# La Quête d'Ewilan
 (août 2025).
La Quête d’Ewilan est une trilogie écrite par Pierre Bottero, publiée en 2003 chez Rageot. Elle comprend les romans D’un monde à l’autre, Les Frontières de glace et L'Île du destin. 
Le succès de la trilogie assure la notoriété de Pierre Bottero.
Une adaptation en bande dessinée de sept tomes a été publiée entre 2013 et 2019. Une adaptation en dessin animé  est envisagée depuis 2021, soutenue par une campagne de financement participatif.

## Résumé

### D'un Monde à l'autre
Camille Duciel est une jeune adolescente surdouée de 13 ans, qui vit une vie normale avec son meilleur ami Salim Condo. Un jour, perdue dans ses pensées, elle manque de se faire renverser par un camion. Mais au lieu de finir écrasée, elle se voit téléportée dans une forêt étrange où elle se retrouve brièvement face à un monstre reptilien, un Ts’lich. Celui-ci a à peine le temps de faire mine de l’attaquer qu’elle réintègre sa réalité saine et sauve, comme si rien ne s’était passé. Par la suite, elle découvre qu'elle possède un don "magique" qui lui permet de faire apparaître dans la réalité ce qu'elle imagine. Un soir, alors que Salim la raccompagne chez elle, ils tombent nez à nez avec des sortes d'araignées géantes qui les attaquent. Afin de leur échapper, Camille se téléporte à nouveau instinctivement dans son monde parallèle, mais cette fois-ci en emmenant Salim. Ils y rencontrent Edwin Til' Illan, un maître d’armes, qui leur apprend qu'ils se trouvent en Gwendalavir, un empire actuellement en guerre contre les Raïs (créature humanoïde mi-homme mi-cochon). Peu de temps après, deux Ts'lichs, ces fameux monstres reptiliens doués de parole, les attaquent. Pendant qu'Edwin les retient, Camille et Salim s'enfuient. Ils ignorent où aller jusqu’à ce qu’une voix mystérieuse s’adresse à Camille dans sa tête. Elle lui recommande d'aller voir Maître Duom Nil' Erg, qui pourra répondre à ses questions, et lui indique le chemin.
Lorsqu’enfin ils y parviennent, Duom accepte de tester Camille sur son don, le Dessin, soit cette capacité à faire basculer dans la réalité un objet préalablement imaginé, ou « dessiné mentalement ». Il s’avère que Camille possède ce don à un niveau tel qu'il égalerait celui de Merwin Ril'Avalon (Merwin est le dessinateur qui a sauvé les Hommes des Ts'liches durant l'âge de mort, 1500 ans auparavant), elle est une dessinatrice parfaite. Mais elle est estimée trop jeune pour pouvoir bien le maîtriser. Or, l’empire a besoin d’un dessinateur de son niveau mais plus expérimenté. Les Ts’liches, ennemis des hommes depuis toujours, ont en effet placé un verrou dans l’Imagination (dimension immatérielle que les dessinateurs utilisent pour leur don), ce qui limite les capacités des dessinateurs de l’empire et seules ces capacités leur permettaient d’avoir le dessus dans la guerre qui les opposaient aux Raïs et aux Ts’liches.
Seules les Sentinelles, meilleurs dessinateurs de Gwendalavir, ont une chance de pouvoir détruire ce verrou, mais elles ont été figées par les Ts’liches et sont portées disparues. Mais, grâce à la voix qui lui a parlé dans sa tête, Camille sait que ces Sentinelles sont prisonnières dans les montagnes du Nord. Une expédition peut donc être menée pour les délivrer mais pour cela, il faut un dessinateur hors pair. De grands espoirs sont fondés sur le frère aîné de Camille, Akiro, qui a dix-huit ans et est lui aussi caché dans le monde normal sans aucune idée de son identité. Afin d’être à même d’aller le chercher, Camille doit rallier Al-Jeit, la capitale pour qu’on lui apprenne à contrôler ses téléportations.
Elle et Salim se retrouvent donc sur les routes de l’empire, escortés par Edwin (qui a survécu à son combat et les a retrouvés), Duom Nil Erg, un chevalier du nom de Bjorn et deux soldats du nom de Hans et Maniel. En chemin, ils rencontrent une jeune femme du nom d’Ellana Caldin qui est une marchombre. Lors d’une attaque surprise en pleine nuit, celle-ci est gravement blessée et Hans décède. Alors qu’ils se rendent à Ondianne pour que des rêveurs (sortes de moines qui pratiquent l'art de la guérison) puissent guérir Ellana, Camille réalise qu’elle a compris comment fonctionnait la téléportation (ou pas sur le côté). Elle décide donc de retourner avec Salim dans l'autre monde pour aller chercher son frère Akiro. Elle finit par le retrouver à Paris où il suit des études aux Beaux-Arts. Camille lui raconte tout mais celui-ci refuse de se rendre en Gwendalavir, et révèle qu’il ne possède pas de don pour le Dessin. Camille et Salim décident alors d’y retourner sans lui, pour s'occuper eux-mêmes de délivrer les Sentinelles.

### Les Frontières de glace
À présent qu’Ellana est rétablie et que Camille et Salim les ont rejoints, le groupe repart vers Al-Jeit pour un entretien avec l’empereur. Ils comptent un nouveau membre parmi eux : Artis Valpierre, un rêveur timide. Après dix jours de route et quelques péripéties, leur chemin croise celui d’un groupe de Faëls perchés au sommet d’une falaise. Alors qu’Ellana se lance à l’assaut de la paroi pour les rejoindre, Salim qui tente de la suivre manque de tomber dans le vide. Elle le sauve mais est forcée pour cela de lui dévoiler un secret de marchombre. En échange, Salim doit s’engager à suivre une formation de trois ans à ses côtés pour devenir marchombre lui-même.
L’un des Faëls, Chiam Vite, se joints à eux à la suite d'un pari perdu contre Ellana. Ils arrivent finalement à Al-Jeit où ils rencontrent l’empereur et préparent la suite de leur mission. Edwin souhaite remplacer les membres de leur groupe par des combattants expérimentés de la légion noire mais Camille refuse de laisser ses amis qui ont prouvé leur valeur durant les quelques semaines de voyage et se fâche avec lui. À la suite de cette altercation, Edwin devient moins tyrannique et accepte que les autres continuent avec eux. Après trois jours de repos dans la capitale, ils repartent vers le Pollimage où ils embarquent sur un bateau pour rallier le lac Chen. Là, Camille rencontre la Dame, une baleine gigantesque qui possède un pouvoir bien plus grand que les dessinateurs alaviriens. Celle-ci fait un pacte avec Camille, la chargeant de l’aider le moment venu.
Une fois descendus du bateau, ils continuent vers le nord en direction d’Al-Poll où se trouvent les figées à éveiller, non sans rencontrer quelques dangers en chemin (tigre des prairies, goule…).  Arrivés en haut de la chaîne Poll, ils se font attaquer par deux hordes de raïs. Bjorn, Maniel et Chiam Vite restent derrière pour permettre aux autres de fuir par une mince ouverture dans la roche qui donne sur la cité d’Al-Poll au cœur de la montagne. Mais une fois arrivés là, quatre Ts’liches surgissent et figent tous les membres de leur troupe. Seul Edwin y résiste grâce à son sang de frontalier, ainsi que Camille qui a réussi à briser le dessin qui se refermait sur elle et Salim qui a également bénéficié de sa protection car il se cramponnait à son bras. Edwin leur enjoint alors de continuer seuls, décidé à tenir tête aux quatre derniers Ts’liches.
Camille et Salim pénètrent alors dans l’immense bâtiment où se trouvent les figées et tombe nez à nez avec leur gardien : un Dragon. Celui-ci est retenu prisonnier par un collier dessiné par les Ts’liches pour être indestructible. Ce Dragon est lié à la Dame que Camille a rencontrée dans le lac Chen. La mission que celle-ci lui a confiée en secret était de libérer son autre moitié. Avec l’aide du pouvoir de ses parents qui lui envoient leur force à distance, Camille parvient à briser le collier et à libérer le Dragon. En remerciement, celui-ci vient en aide à Bjorn, Maniel et Chiam Vite en pulvérisant les raïs. Camille libère ensuite les figées qui s’empressent de se téléporter à la Citadelle pour briser le verrou dans l’Imagination et sauver l’empire. Camille et Salim rejoignent alors Edwin qui est parvenu à vaincre les Ts’liches. Camille libère ses amis figés et tous se retrouvent pour célébrer leur victoire.  Camille projette de rallier la Citadelle pour retrouver Eléa Ril’ Morienval, la sentinelle qui a trahi ses parents, afin qu’elle lui révèle où ils sont retenus prisonniers. Hormis Artis et Chiam qui comptent retourner chez eux, les autres projettent de l’accompagner. Mais la sentence d’Ellana tombe, implacable : Salim et elle doivent partir de leur côté afin qu’il commence sa formation de marchombre. Le cœur lourd, ils se séparent donc.

## Personnages principaux
- Ewilan Gil' Sayan / Camille Duciel : fille d'Élicia et Altan Gil'Sayan, Ewilan a été envoyée dans l'autre monde à l'âge de 6 ans dans un souci de protection. Ses parents lui ont bloqué la mémoire, si bien qu'elle n'a pas de souvenirs avant l'âge de son arrivée. Dans notre monde, elle a été adoptée par Maxime et Françoise Duciel, et se prénomme Camille. Elle a de magnifiques yeux violets et des cheveux châtain clair. Son meilleur ami est Salim Condo. Elle possède le don du Dessin dans sa plénitude, et il lui appartient de libérer les Sentinelles. Elle ne sait pas encore comment utiliser son don. Elle fait partie des rares personnes à pouvoir faire un pas sur le côté (téléportation à l'intérieur d'un même monde) ou un grand pas (passage d'un monde à l'autre). Elle a de forts sentiments pour Salim.

- Salim Condo : ami d'Ewilan d'un naturel rieur ayant la capacité de se transformer en loup. Il est amoureux d'Ewilan. Il s’intègre parfaitement bien au groupe d'Alaviriens et est un pilier majeur du groupe, bien qu'il soit le seul "Terrien". Si on le met en parallèle avec les autres univers de l'auteur, il est un Métamorphe, appuyé également par ses origines camerounaises. Il sera entraîné par Ellana pour devenir Marchombre et obtiendra une greffe par le Rentaï (faire de la lumière avec ses mains et les façonner en lames) : une montagne sacrée dans le désert des Murmures. Il est coiffé de tresses colorées.

- Akiro Gil' Sayan / Mathieu Boulanger : Fils d'Élicia et Altan Gil' Sayan et frère d'Ewilan, il est âgé de 18 ans. Ayant été adopté par la famille Boulanger à 11 ans, il n'avait lui non plus aucun souvenir de Gwendalavir. Dans notre monde, il s'appelle Mathieu. Il n'est pas insensible au charme de Siam, la sœur d'Edwin. Quand Ewilan le rencontre pour la première fois, son pouvoir du Dessin ne semble qu'embryonnaire...

- Edwin Til' Illan : Fils du seigneur des Marches du Nord, Hander Til' Illan (donc considéré comme prince des frontaliers) et frère aîné de Siam, Edwin est un farouche combattant, maître d'armes de l'Empereur, général des armées alaviriennes et commandant de la légion Noire; il est aussi le vainqueur des Dix Tournois. Il dirige la troupe. Edwin est un des rares alaviriens à être entré de son vivant dans le grand livre des Légendes. Il est considéré comme le guerrier absolu. Il reste tout de même un personnage très secret qui ne montre jamais ses sentiments en public. Il est sous le charme d'Ellana Caldin.

- Ellana Caldin : Jeune Marchombre de 25ans marchant sur les traces de la mythique Marchombre Ellundril Chariakin. Elle possède un grand sens de l'ironie. Rebelle et indépendante, elle ne se montre pas insensible à l'aura d'Edwin. Elle enseignera l'art des marchombres à Salim.

- Bjorn Wil' Wayard: Chevalier et premier alavirien rencontré par Ewilan. Sympathique et jovial, il adore se chamailler avec Salim. C'est un spécialiste de la hache de guerre.

- Duom Nil' Erg : Vieil analyste célèbre au caractère épineux, il est  réputé pour sa sagesse. Il est le premier "maître" d'Ewilan dans l'Art du Dessin.

- Éléa Ril' Morienval : Une des douze sentinelles qui gardaient le royaume de Gwendalavir en sécurité contre les Ts'liches. Elle a trahi Gwendalavir en essayant de s'emparer du pouvoir grâce à l'aide des Ts'liches, mais les monstres mi-lézards, mi-mantes religieuses l'ont trahie à leur tour en la figeant en compagnie des autres Sentinelles.

- Sil' Afian : Empereur de Gwendalavir, il est très amical avec Edwin, Altan et Elicia. Dans sa jeunesse, il était amoureux de cette dernière. Il est en revanche un piètre dessinateur.

- Artis Valpierre : Très réservé, Artis est un Rêveur de la confrérie d'Ondiane. Son rôle est de guérir ses compagnons lors de leur aventure. Peu à peu, il s'ouvre et devient un membre du groupe à part entière.

- Maniel : Garde de la ville d'Al-Vor, il accompagne Edwin et Ewilan dans leur périple. Il est ami avec Bjorn. Il deviendra plus tard l'Homme-lige de la famille Gil' Sayan, aidera Salim à sauver Ewilan de l'institution et se sacrifiera pour sauver le monde d'un démon appelé Ahmour.

- Hans: Autre garde de la cité alavirienne d'Al-Vor qui accompagne Ewilan et ses amis ; il est tué peu de temps après le début de leur périple dans le tome 1 de La quête d'Ewilan  par un Mercenaire du Chaos.

- Chiam Vite : Chiam est un Faël, prince de son peuple et époux d'Erylis. Il se joint à la troupe après avoir perdu un pari contre Ellana. Il ne maîtrise pas très bien la grammaire, comme la plupart des Faëls.

- Siam Til' Illan : Fille du seigneur des Marches du Nord et sœur d'Edwin. Elle est une guerrière froide et redoutable et aux dires de son frère, elle est née avec une lame dans la main.

- Élicia et Altan Gil' Sayan : Les parents d'Ewilan et d'Akiro. Ce sont les deux meilleurs dessinateurs de Gwendalavir après leur fille. Ce sont les seules Sentinelles à être restées fidèles à l'empereur.

- Inspecteur Franchina : Inspecteur de police, chargé de l'enquête de la disparition de Salim Condo et Camille Duciel (Ewilan Gil'Sayan).

- Merwyn Ril'Avalon: Dessinateur de légende, c'est lui qui a défait le verrou Ts'liche durant l'Âge de mort. Son histoire est encore contée aux enfants de Gwendalavir. Il est âgé de 1500 ans et seul Ewilan et Salim l'ont vu depuis sa disparition. Sa femme fut Vivyan. Dans notre monde, on associe son histoire à celle de Merlin.

## Les clans («guildes»)
- Les Ts'liches : monstres mi-lézards géants, mi-mantes religieuses géantes, ces êtres extrêmement dangereux possèdent le Don du Dessin et sont de redoutables combattants, se servant de leurs lames comme d'épées. Seuls Edwin, Ellana et Siam ont été capables d'en vaincre en combat singulier, le premier parvenant à en tuer 4, au prix de graves blessures. Ils utilisent d'autres peuples pour atteindre Ewilan dans notre monde. Ils sont capables de dessiner. Il est à noter que leurs pouvoirs sont sans effets sur les Frontaliers.
- Les Raïs : race verte et non humaine, leur territoire se trouve au nord de Gwendalavir. Leurs rois querelleurs sont manipulés par les Ts'liches, ils sont ennemis jurés des Faëls et humains, ils sont connus pour leur bêtise, leur malveillance et leur sauvagerie. Ils sont aussi nommés "les guerriers cochons".
- Les Faëls : vivant à l'Ouest de Gwendalavir, ils forment une race éprise de liberté et d'individualisme. De petite taille, réputés pour leur souplesse et leur rapidité à l'arc, ils sont de farouches combattants et d'excellents grimpeurs. Ils ont un fonctionnement très différents des humains, ils sont beaucoup plus libres. Alliés de L'Empire, ce sont les ennemis héréditaires des Raïs. Leur prince est Chiam Vite et sa compagne, Erylis.
- Les Marchombres : guilde formée par un groupe de personnes ayant pour objectifs vitaux la liberté et l'harmonie. Ils développent d'extraordinaires capacités, tant physiques que mentales, grâce à leur agilité et leur souplesse à toute épreuve. Ellundril Chariakin est une marchombre légendaire.
- Les Mercenaires du Chaos : groupe d'hommes ayant pour but le retour au Chaos primordial et considérant le meurtre et la tuerie comme un art. Ils s'opposent à l'Empire tout en souhaitant l'accomplissement d'une mystérieuse prophétie (voir le Pacte des Marchombres). Les plus puissants d'entre eux sont les Mentaïs, qui maîtrisent également l'art du Dessin. Certains Mercenaires du Chaos étaient au départ des Marchombres.
- Les Sentinelles : ordre regroupant 12 des plus puissants dessinateurs de l'Empire qui sont chargés de veiller sur les Spires et l’Imagination.
- Les Frontaliers : ils vivent au nord de Gwendalavir, à proximité des Frontières de Glace (d'où leur nom) dans une cité nommée la Citadelle des Frontaliers. Ils sont considérés comme les guerriers les plus redoutables de l'empire. Leur territoire marque la limite du royaume raï. Leur seigneur est Hander Til’Illan et ses deux enfants sont Edwin et Siam. On raconte que si l’Empire venait à tomber, seuls les Frontaliers réussirait à résister.
- Les Haïnouks : appelés Fils du Vent, ils parcourent les plaines Souffle des khazargantes sur leurs voiliers à roues.
- Les Thüls : guerriers vivants à l'ouest de Gwendalavir. À la suite de leurs nombreuses discordes avec les Frontaliers, ils ont été condamnés à ne plus franchir le Pollimage (voir le Pacte des Marchombres). Ils sont très fiers.

## Les chevaux
- Aquarelle, la jument d'Ewilan, très fidèle à sa maîtresse. Elle lui a été offerte par l'empereur Sil' Afian et lui sauve la vie près de l'Œil d'Otolep.
- Murmure, le plus rapide et le cheval d'Ellana.
- Éclat de soie, monture de Salim, lui a été donné par Siam (au début il avait prévu de l'appeler Jambon-Beurre).
- Pinceau, cheval de Mathieu (Akiro ) qui, comme Éclat de soie, a été offert par les Frontaliers.
- Cocotte et Bourrichon tirent l'attelage conduit par maître Duom jusqu'au tome deux où Salim et Artis Valpierre prennent les rênes.
- Ortie, est la jument froussarde qui panique et s'enfuit lorsque les loups attaquent..
- Le Gris, est le cheval d'Artis, le rêveur, Maniel a été le choisir avec lui.
- Sac à puce et Grand Gosier, les chevaux de Wouwou (qui aide Ewilan et Salim à se déplacer)

## Art du dessin
L'art du dessin permet de faire basculer dans la réalité ce que l'on imagine. La plupart des dessins ne sont pas définitifs, seuls les plus puissants dessinateurs peuvent créer des dessins insensibles au temps qui peuvent se révéler indestructibles. Ils sont toutefois considérés comme des outrages à la nature. La création la plus facile à faire est la flamme, tous les Alaviriens en sont capables. Pour créer un dessin, les Dessinateurs parcourent mentalement l'Imagination et en imaginant ce qu'ils veulent grâce aux Spires, qui sont les « chemins de l'Imagination ». Néanmoins, plus les idées sont grandes, plus le dessinateur se fatigue. Le Don est déterminé par 3 caractéristiques : la Volonté, la Créativité, et le Pouvoir. Plus les Dessinateurs les possèdent de façon proportionnelle et en grande quantité, plus ils sont puissants. Les Dessinateurs les plus doués peuvent se déplacer d'un endroit à un autre en utilisant un Pas sur le Côté. Il existe différents Pas sur le Côté : le « grand », pour se déplacer d'un monde à un autre, et le « petit », pour se déplacer d'un endroit à un autre endroit appartenant au même monde. De nombreux Alaviriens possèdent ce don de façon embryonnaire, il n'est réellement contrôlé que par de rares Dessinateurs. Ainsi, les Sentinelles sont chargées de protéger l'Empire grâce à un don puissant. Ewilan, quant à elle, est la Dessinatrice absolue (elle a été testée par Maître Duom et a généré un cercle noir, ce qui signifie qu'elle a donc un Don extrêmement développé, car elle possède de la Volonté, du Pouvoir et de la Créativité en quantités égales et très grandes).
Il existe de nombreuses variantes de l'Art du dessin :
- le Don d'Akiro : Akiro possède un don unique, il peut en effet exécuter un Pas sur le Côté vers un endroit qu'il ne connaît pas accompagné de plus d'une personne (ce qui est normalement impossible). Il peut aussi se servir de l'imagination pour téléporter des choses réelles (par exemple le bouquet de fleurs qu'il donne à Siam, à la bibliothèque de la Citadelle des Frontaliers, dans "L'île du destin").
- le Don d'Illian : Illian peut imposer sa volonté à des objets ou à des humains. Il n'est pas concerné par les limites du Dessin. Son Don se caractérise par une volonté extrêmement développée. Il se déplace dans les Spires sans prendre garde à ce qui l'entoure et écrase de nombreux possibles. Ce don a été observé chez des Valinguites (habitants de Valingaï) et des Hirundites (habitants d'Hirundaï). On peut donc raisonnablement assumer que les hommes peuplant le continent à l'est de Gwendalavir sont tous plus ou moins sensibles à ce don, de la même manière que le dessin l'est dans l'Empire.
- le Rêve : Le rêve permet de soigner presque toutes les blessures. Il est pratiqué par les Rêveurs, qui exercent le plus souvent dans des confréries comme celle d'Ondiane. Ils n'utilisent pas le même "chemin" ; c'est pour cela qu'Artis n'était pas affecté par Ahmour dans l'imagination. On les appellerait sûrement "moines" dans notre monde.
- les Navigateurs : les Navigateurs peuvent déplacer leurs bateaux, même à contre-courant, par la force de leur esprit. Il semblerait que ce soient des dessinateurs dotés d'une volonté très forte, mais d'une créativité et d'un pouvoir réduits.
- les Sculpteurs de branches : par la seule force de leur pensée ils modèlent des branches d'arbres, généralement des rougeoyeurs, ce qui impressionne Ewilan car elle ne parvient pas à percevoir la nature de leur Dessin (Ewilan en rencontre un à la fin du deuxième chapitre du roman La Forêt des Captifs).

## Autres facultés
Les Ts'liches possèdent certains pouvoirs que n'ont pas les humains. Ils sont capables de transporter quelqu'un via un pas sur le côté sans l'accompagner, même s'ils n'ont jamais mis les pieds à cet endroit. Cette capacité permet de déplacer de véritables armées en un clin d'œil. Ainsi, les Ts'liches ont à plusieurs reprises "déplacé" des hordes raïs pour s'en prendre à Ewilan et aux siens durant les deux premiers tomes de La Quête d'Ewilan. Les Ts'liches peuvent même repérer la position d'un dessinateur lorsqu'il exerce son Art, et ce sans qu'il soit possible de se dissimuler.
De plus, ils ont la faculté de « figer » les êtres vivants, ce qui empêche leur cible de bouger et d'agir physiquement, mais lui laisse la possibilité de (difficilement) communiquer par la pensée. Il semble aussi que les personnes figées ne doivent plus manger ni boire, même si leur captivité dure plusieurs années. Cependant, ce pouvoir ne leur est pas exclusif.
Il existe également, à part l'Art du dessin, d'autres sortes de pouvoirs particuliers apparues avec les enfants enlevés par l'Institution dans La forêt des captifs :
- la lévitation
- la télékinésie
- la pyrotechnie (permettant de projeter des flammes avec ses mains sans qu'elles ne brûlent)

Les Marchombres possèdent différents pouvoirs mystérieux, souvent en lien avec l’idée de liberté, les limites du possible ne pouvant leur être imposées.
Parmi ces facultés on retrouve :
- l’art de chevaucher la brume
- la greffe
- la télépathie (Ellana montre qu’elle en est capable dans « L’île du destin », cependant ce n’est pas une capacité courante chez les marchombres)

Salim est pour sa part capable de se transformer en loup.

## Liens avec les autres œuvres de l'auteur
Le dernier tome de la trilogie L'Autre, du même auteur, met en scène le personnage d'Eryn. Si aucune information n'est apportée sur le personnage, sa description laisse supposer qu'il s'agit de la fille d'Ewilan et Salim. De même, à la fin d'une autre œuvre intitulée Les Âmes croisées, l'héroïne Nawel arrive dans un autre monde où elle va à la rencontre de Destan, fils d'Ellana et d'Edwin, Elio, fils de Nathan et Shaé ainsi qu'Eryn, faisant le lien entre les différentes trilogies. Néanmoins, la possible trilogie des Âmes croisées n'est pas achevée, à cause du décès de l'auteur en 2009, laissant la réunion des univers à l'imagination du lecteur.

## Adaptation en bande dessinée
Une adaptation en bande dessinée, illustrée par Laurence Baldetti et scénarisée par Lylian, est publiée aux éditions Glénat. Elle comprend sept tomes, parus entre le 16 octobre 2013 et le 13 novembre 2019.

## Adaptation en dessin animé
En septembre 2019, le studio d'animation français Andarta Pictures annonce travailler sur une adaptation de la trilogie en série d'animation. Elle sera constituée de huit épisodes de 26 minutes chacun.
Le 16 mars 2021, une campagne de financement participatif est lancée afin d'achever le projet. Au 11 avril 2021, plus de 200 000 € ont été récoltés sur un objectif minimal de 40 000 €. Malgré le succès de la campagne, le studio indiquait en 2022, qu'ils étaient toujours en recherche de plus de partenaires, avant de pouvoir lancer la production.
La société Andarta annonça la sortie de la série pour 2025 lors de l'exposition Pierre Bottero pour fêter les 20 ans du roman fantasy.